# 2060-as évek
Évszázadok: 20. század · 21. század · 22. század
Évtizedek: 2010-es évek · 2020-as évek · 2030-as évek · 2040-es évek · 2050-es évek · 2060-as évek · 2070-es évek · 2080-as évek · 2090-es évek · 2100-as évek · 2110-es évek
Évek: 2060 · 2061 · 2062 · 2063 · 2064 · 2065 · 2066 · 2067 · 2068 · 2069

## Események
- 2061 – A Halley-üstökös visszatér.
- 2065 – A csernobili atomerőmű megtisztításának és leszerelésének folyamata az 1986-os csernobili atomerőmű-balesetet követően várhatóan befejeződik.[1]
- 2068 – A harmadik Helium Monument időkapszula kinyitásának tervezett ideje.

## A 2060-as évek a fikcióban
- 2067-ben játszódik a 2067 – Időhurok[2] című, 2020-ban készült ausztrál film.

## Évfordulók
- 2069. július 20. – Az első, emberrel végrehajtott holdra szállás (Neil Armstrong–Edwin Aldrin) 100. évfordulója.